# 桃園市政府民政局
桃園市政府民政局，簡稱桃園市民政局，是所屬於桃園市政府的一級局處之一。

## 組織編制

### 局本部
- 民政局

### 內部單位
- 自治行政科
- 區政行政科
- 戶政科
- 宗教科
- 禮儀事務科
- 兵役科
- 秘書室
- 會計室
- 人事室
- 政風室

### 所屬二級機關
- 桃園區戶政事務所
- 中壢區戶政事務所
- 平鎮區戶政事務所
- 八德區戶政事務所
- 楊梅區戶政事務所
- 蘆竹區戶政事務所
- 大溪區戶政事務所
- 龍潭區戶政事務所
- 新屋區戶政事務所
- 龜山區戶政事務所
- 觀音區戶政事務所
- 大園區戶政事務所
- 復興區戶政事務所
- 桃園市政府殯葬管理所
- 桃園市政府孔廟暨忠烈祠聯合管理所

## 外部連結
- 桃園市政府民政局 （页面存档备份，存于）（中文）